# الدين في أندورا
الدين في أندورا (تقديرات عام 2020)

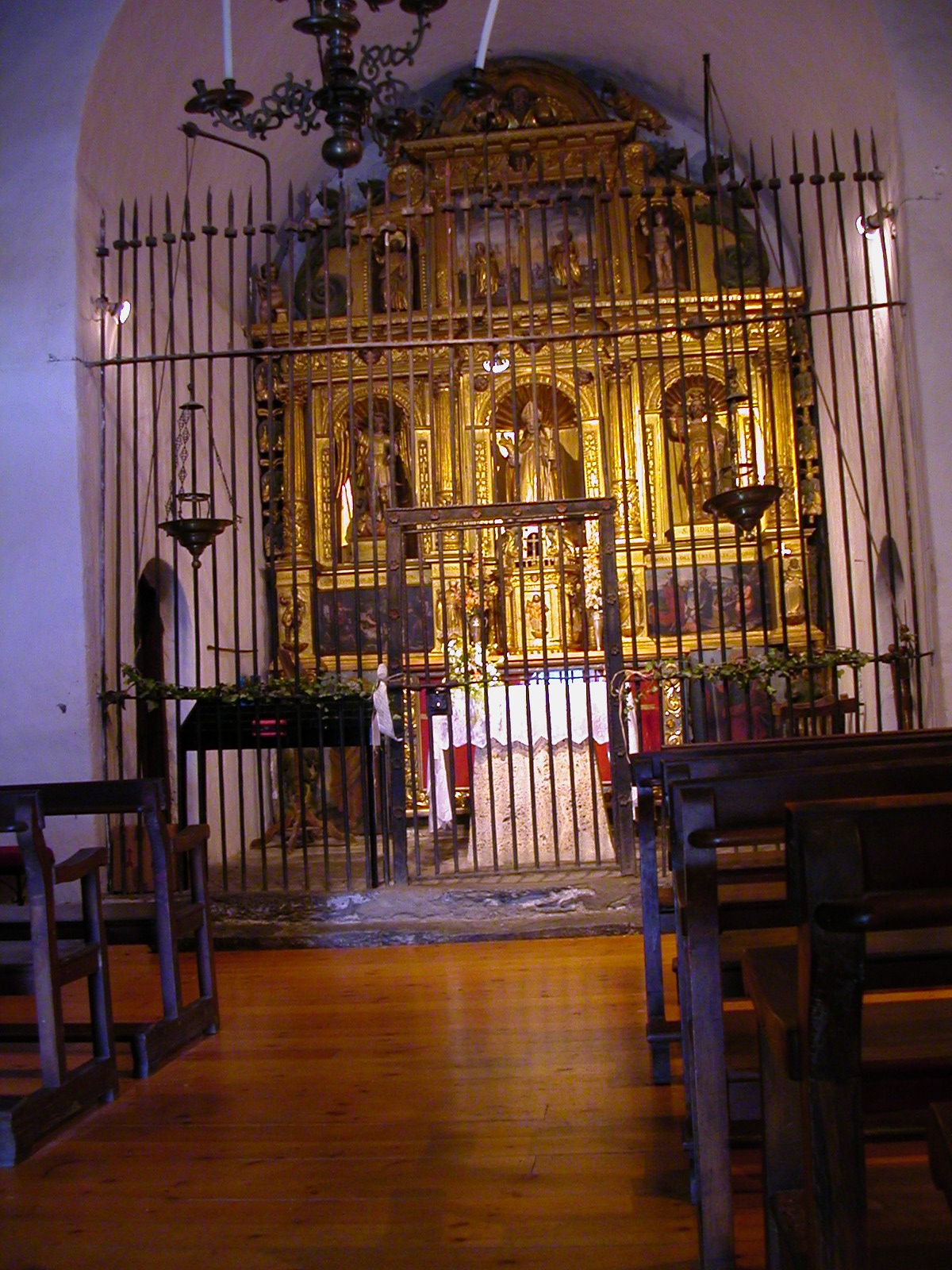
كاتدرائية القديس مارتن في أوردينو

المسيحية هي الديانة الأكبر في أندورا، حيث يعتنقها أكثر من 90 في المائة من السكان. الكاثوليكية هي أكبر طائفة مسيحية في البلاد، حيث تضم أكثر من 85 في المائة من سكان أندورا كأعضاء.
وتعد أندورا أيضًا موطنًا لمجتمعات كبيرة من الأشخاص غير المتدينين (حوالي 7 في المائة) وأتباع الديانات الأخرى. ومن بين هذه المذاهب: الإسلام السني بنسبة 1.32% من إجمالي السكان؛ تليها الهندوسية بنسبة 0.49%، واليهودية بنسبة 0.34%، والبهائية بنسبة 0.16%.
يضمن دستور أندورا حرية المعتقد والتعبير الديني الفردي. تتمتع الكاثوليكية فقط بالوضع القانوني للمجموعة الدينية؛ ويتم تسجيل جميع الديانات الأخرى لدى الحكومة باعتبارها جمعيات ثقافية، تعمل بموجب قانون الجمعيات في أندورا. لدى البلاد قوانين عدم التمييز التي تحظر وتعاقب على المعاملة غير المتساوية أو غير العادلة بما في ذلك معاملة أعضاء الجماعات الدينية. في عام 2022، حظرت البلاد ارتداء الرموز الدينية مثل الحجاب الإسلامي والقلنسوة اليهودية. وعلى الرغم من الالتماسات التي قدمها المسلمون واليهود، لم يتم توفير أي أرض عامة للمقابر.  في عام 2024، قال رئيس الجالية اليهودية إنهم يتفاوضون مع الحكومة بشأن إنشاء مقبرة بحلول عام 2026. 
لا تسمح أندورا بإنشاء المساجد أو المعابد اليهودية أو أي دور عبادة أخرى غير دور العبادة الكاثوليكية الرومانية. ونتيجة لذلك، تُقام العبادة اليهودية في مكان منفصل، وليس في كنيس صريح، "في قاعة اجتماعات كبيرة مخبأة في مستوى تحت الأرض من مبنى مكاتب طبية كان في السابق مستودعًا."  ليس بها أي مؤشرات خارجية لوظيفتها ولا تحتوي على مزوزاه. أقرب كنيس يهودي موجود في برشلونة. بحلول عام 2024، أفادت التقارير أن اثنين فقط من اليهود يحافظون على الطعام الكوشر. لا يوجد ميكفاه، ولا حمام طقسي، ولا موهل للختان الطقسي، والحاخامات الوحيدون الذين يزورون المكان من فرنسا. 